# Abacopteris urophylla
Abacopteris urophylla là một loài thực vật có mạch trong họ Thelypteridaceae. Loài này được (Wall.) Ching mô tả khoa học đầu tiên năm 1938.